# Anemia
Anemia é a diminuição da quantidade de glóbulos vermelhos ou de hemoglobina no sangue. Pode também ser definida como a diminuição da capacidade do sangue em transportar oxigénio. Quando a anemia é de aparecimento lento, os sintomas são muitas vezes vagos e podem incluir fadiga, cansaço, falta de ar ou diminuição da capacidade de realizar exercício físico. Quando é de aparecimento rápido os sintomas são mais evidentes, incluindo estado de confusão, sensação de desfalecimento, perda de consciência ou aumento da sede. Só quando a progressão da doença é significativa é que a palidez se torna evidente. Os restantes sintomas dependem da causa subjacente à anemia.
Existem três tipos principais de anemia: a que é causada por perda de sangue, a que é devida à diminuição da produção de glóbulos vermelhos e a que é devida ao aumento da destruição de glóbulos vermelhos. Entre as causas mais comuns para a perda de sangue estão o trauma físico e a hemorragia gastrointestinal. Entre as causas da diminuição de produção estão a deficiência de ferro, deficiência de vitamina B12, talassemia e diversas neoplasias da medula espinal. Entre as causas do aumento da destruição de glóbulos vermelhos estão uma série de condições genéticas como a anemia falciforme, infeções como a malária e algumas doenças autoimunes. A anemia pode também ser classificada com base no tamanho dos glóbulos vermelhos e na quantidade de hemoglobina em cada célula. Quando as células são pequenas, trata-se de anemia microcítica, quando são de tamanho normal trata-se de anemia normocítica e quando são grandes trata-se de anemia macrocítica. Em homens, o diagnóstico tem por base a contagem de hemoglobina no sangue inferior a 130 – 140 g/L (13 a 14 g/dL), enquanto em mulheres deve ser inferior a 120 – 130 g/L (12 a 13 g/dL). Para determinar a causa é necessária a realização de mais exames.
A alguns grupos de pessoas, como as grávidas, são recomendados suplementos de ferro para prevenir anemia. Não é recomendado o uso de suplementos alimentares sem determinar primeiro a causa específica de anemia. O uso de transfusões de sangue tem por base a manifestação de sinais e sintomas. Não são recomendados em pessoas sem sintomas, a não ser que o nível de hemoglobina seja inferior a 60 – 80 g/L (6 a 8 g/dL). Estas recomendações aplicam-se também a algumas pessoas com hemorragias agudas Os agentes estimuladores da eritropoiese só são recomendados para pessoas com anemia grave.
A anemia é o distúrbio do sangue mais comum, afetando cerca de um quarto das pessoas em todo o mundo. A anemia por deficiência de ferro afeta cerca de mil milhões de pessoas e foi a causa de 183 000 mortes em 2013, uma diminuição em relação às 213 000 em 1990. É mais comum em mulheres do que em homens, entre as crianças, durante a gravidez e nos idosos. A anemia diminui a capacidade de trabalho e produtividade das pessoas afetadas. O nome tem origem no grego antigo anaimia, que significa "falta de sangue".

## Classificação

### Índices eritrocitários
A classificação útil baseia-se nos índices eritrocitários, que divide as anemias em microcíticas, normocíticas e macrocíticas. Além de sugerir a natureza do defeito primário, tal abordagem também pode indicar anomalia subjacente antes que a anemia torne-se evidente.
Martins (2001, p. 2) classificou a anemia em:
- Microcítica: quando os eritrócitos são pequenos, menores do que o normal e existe menos hemoglobina nas células. Principais causas: hemorragia crônica e falta de ferro;
- Normocítica quando os eritrócitos são do tamanho normal. A principal causa é uma grande hemorragia recente.
- Macrocítica: quando os eritrócitos são grandes, maiores do que o normal. Principais causas: falta de folato e vitamina B, nutrientes essenciais para a formação das células vermelhas do sangue.

Em duas situações fisiológicas comuns o volume corpuscular médio (VCM) pode estar fora dos limites de referência do adulto. No recém-nascido, o VCM é alto durante poucas semanas, mas o lactente é baixo e aumenta lentamente ao longo da infância até os valores normais do adulto. Na gravidez normal há leve aumento do VCM, mesmo na ausência de outras causas de macrocitose, como a deficiência de folato, p. ex.

### Outros achados laboratoriais
Embora os índices eritrocitários indiquem o tipo de anemia, mais informações podem ser obtidas pelo exame da amostra inicial de sangue.

### Contagem de leucócitos e de plaquetas
As contagens fazem a distinção entre anemias "puras" e "pancitopenia" (diminuição de eritrócitos, granulócitos e plaquetas), que sugere defeito mais geral na medula óssea, p. ex. causado por hipoplasia medular, infiltração da medula ou destruição geral de células (p. ex. hiperesplenismo). Nas anemias causadas por hemólise ou hemorragia, as contagens de neutrófilos e de plaquetas quase sempre estão altas; em infecções e leucemias, a contagem de leucócitos quase sempre está alta e pode haver presença de leucócitos anormais e de precursores de neutrófilos.

### Contagem de reticulócitos
A contagem normal é 0,5 a 2,5% e a contagem absoluta, 25 a 125 x 109/L. Ela aumenta na anemia por causa do aumento de eritropoetina e reflete a gravidade da anemia. Isso ocorre principalmente quando houve tempo para desenvolvimento de hiperplasia eritroide na medula óssea, como na hemólise crônica. Depois de hemorragia aguda intensa há resposta de eritropoietina em seis horas, a contagem de reticulócitos aumenta em dois a três dias, atinge o máximo em 6 a 10 dias e continua alta até qua a hemoglobina volte ao nível normal.
A falta de aumento na contagem de reticulócitos em pacientes anêmicos sugere diminuição da função da medula óssea ou falta de estímulo de eritropoetina.

### Distensão de sangue
O exame da distensão de sangue em todos os casos de anemia é essencial. Morfologia anormal de eritrócito ou inclusões nos eritrócitos podem sugerir um diagnóstico particular. Quando estão presentes causas de microcitose e macrocitose, p. ex. deficiência mista de ferro, de folato ou B12, os índices podem ser normais, mas a distensão de sangue revela aparência "dimórfica" (população dupla de células grandes bem hipocrônicas). Durante o exame da distensão de sangue é feita a contagem diferencial e avaliação do número de morfologia das plaquetas e anotada a presença de células anormais, como normoblastos, precursores de granulócitos e blastos, p. ex.

### Exame da medula óssea
Pode ser feito por aspiração ou biópsia com trocanter.

#### Aspiração
Na aspiração da medula óssea é inserida uma agulha para colher uma amostra líquida da mesma, a qual é distendida em uma lâmina para o exame microscópico e corada pela técnica usual de Romanowsk. Muitas informações podem ser obtidas no exame de lâminas de aspirado. O detalhe das células em desenvolvimento pode ser examinado (p. ex., normo ou megaloblástico), a proporção de diferentes linhagens celulares pode ser avaliada (relação mieloide: eritroide)e ser notada a presença de células estranhas à medula óssea (carcinoma secundário, p. ex.). A celularidade da medula óssea também pode ser estimada desde que sejam obtidos fragmentos. Rotineiramente é feita uma coloração para ferro, de modo que a quantidade possa ser avaliada nos depósitos reticuloendoteliais (macrófagos) e eritroblastos em desenvolvimento como grânulos finos ("grânulos sideróticos").
A amostra do aspirado também pode ser usada para vários outros aspirados especializados.

#### Biópsia
A biópsia com trocanter fornece um núcleo sólido de osso incluindo a medula e é examinada como amostra histológica depois de fixação com formol, descalcificação e corte. É menos valiosa que a aspiração quando há necessidade do exame de detalhe celular, mas fornece visão panorâmica da medula, pela qual se pode determinar com certeza a arquitetura geral, a celularidade e a presença de fibrose ou infiltrados anormais.

### Produção vs. destruição e/ou perda

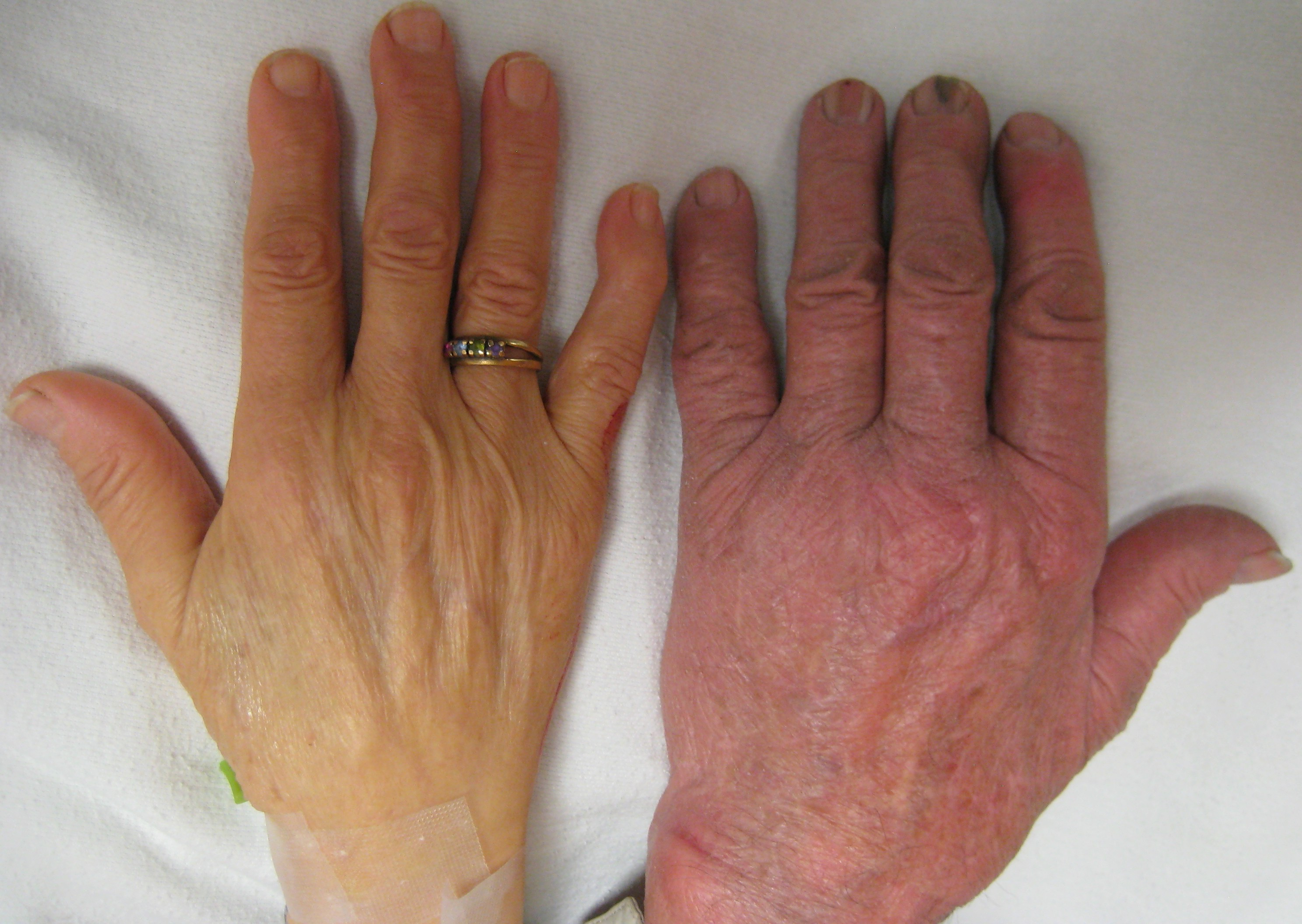
Mão (esquerda) sofrendo com falta de oxigenação adequada.

Esta classificação depende da contagem de reticulócitos. Sinais de destruição com sinais de hemólise apresentam aumento de reticulócitos e DHL.

### Tamanho das hemácias
As anemias podem ser classificadas de acordo com o tamanho das hemácias, inferido através do volume corpuscular médio (VCM). No adulto, o VCM normal situa-se entre 80 a 100 fl. Assim, é possível classificar como anemia normocítica aquelas que estão dentro do valor de normalidade do VCM, microcíticas aquelas abaixo de 80 fl e macrocíticas as acima de 100 fl.
VCM: volume corpuscular médio é calculado dividindo-se o hematócrito pelo número de eritrócitos e multiplicando-se por 10. Representa o tamanho médio dos eritrócitos e sua unidade é fentolitros (fL.).
VCM=(Ht/nº eritrócitos) x 10.

#### Anemias microcíticas
Anemia ferropriva (a mais comum, causada pela deficiência de ferro), hemoglobinopatias (talassemia, hemoglobinopatia C, E e outras), secundárias a algumas doenças crônicas, anemia sideroblástica.

#### Anemias macrocíticas
Anemia megaloblástica, que pode ser causada por falta de vitamina B12, alcoolismo, uso de certas medicações (metrotrexat, zidovudina ou AZT, entre outros), e a anemia com inibição de hemácias.

#### Anemias normocíticas
Hemorragias agudas, anemia aplástica, anemia falciforme, anemia ferropriva (em uma fase inicial), secundárias a doenças crônicas.

## Sinais e sintomas

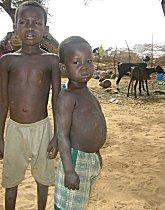
Uma dieta pobre em ferro e vitaminas pode causar anemia.

Os sintomas mais comuns em casos mais leves são:
- Cansaço, fraqueza e indisposição;
- Dificuldade de concentração e falta de memória;
- Problemas respiratórios; distúrbios mentais
- Batimentos cardíacos acelerados;
- Pele pálida;
- Problemas menstruais;
- Distúrbios de apetite;
- Mal-estar, tontura e náusea.

Dependendo da gravidade do quadro, da sua velocidade de instalação, dos níveis de hemoglobina e dos sinais e sintomatologia da doença que causou a anemia.
Podem ocorrer também
- Queda de cabelo, unhas fracas e quebradiças, esclerótica azulada, pele seca;
- Sonolência e dor de cabeça;
- vertigens, atordoação, desmaio;
- Taquicardia (ritmo do coração acelerado);
- Claudicação (dores nas pernas), inchaço nas pernas;
- Dispneia (falta de ar);
- Inapetência (falta de apetite) ocorre frequentemente em crianças;
- Queilite angular (inflamação da boca), atrofia de papilas linguais.
- Depressão nervosa (perda de prazer em atividades), perda do interesse sexual;

### Sinais específicos
Os sinais específicos são associados com os tipos particulares de anemia: coiloníquia (unhas encolherem) na deficiência de ferro, icterícia nas anemias hemolíticas e megaloblástica, úlceras de perna, na anemia falciforme e em outras anemias hemolíticas e deformidades ósseas na talassemia e em outras doenças congênitas muito graves.
A associação das características de anemia com infecções frequentes ou equimoses espontâneas sugere que pode haver neutropenia ou trombocitopenia, possivelmente causadas por insuficiência da medula óssea.

## Causas

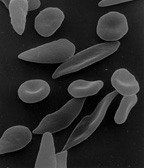
Hemácias em formato de foice em portador de anemia falciforme.

As causas de anemia são variadas. Podemos citar:
- Causas genéticas:
  - Defeitos na hemoglobina:
    - anemia falciforme
    - hemoglobinopatia SC
    - hemoglobinopatia CA
    - hemoglobinopatia ES
    - hemoglobinopatia DR
    - Síndromes talassêmicas

  - Defeitos na membrana do eritrócito
    - eliptocitose
    - esferocitose

  - Defeitos enzimáticos
    - deficiência em glucose-6-fosfato desidrogenase

- Causas nutricionais:
  - Deficiência de ferro (Anemia ferropriva)
  - Deficiência de vitamina B12 (Anemia perniciosa, difilobotríase)
  - Deficiência de folato

- Causas hemorrágicas:
  - Agudas: Hemorragias maciças por acidentes, cirurgias, parto
  - Crônicas: Sangramentos crônicos, sendo o sangramento menstrual excessivo, doença hemorroidária, úlceras pépticas e neoplasias intestinais as principais causas, dentre muitas outras.

### Dieta e anemia
O consumo de alimentos ricos em ferro é essencial para a prevenção da anemia por deficiência de ferro. Importante diferenciar entre alimentos contendo ferro na forma heme (origem animal) e não-heme (origem vegetal), sendo que os primeiros têm maior aproveitamento (em torno de 30%) que os últimos (em torno de 10%).
Há importante relação da absorção do ferro com a dieta, com fatores contribuintes para sua maior absorção (pH ácido do estômago, vitamina C, proteína da carne) e os que a prejudicam (cereais - efeito quelante, chás, café, refrigerantes, proteína do leite e do ovo).[carece fontes]

## Fisiopatologia

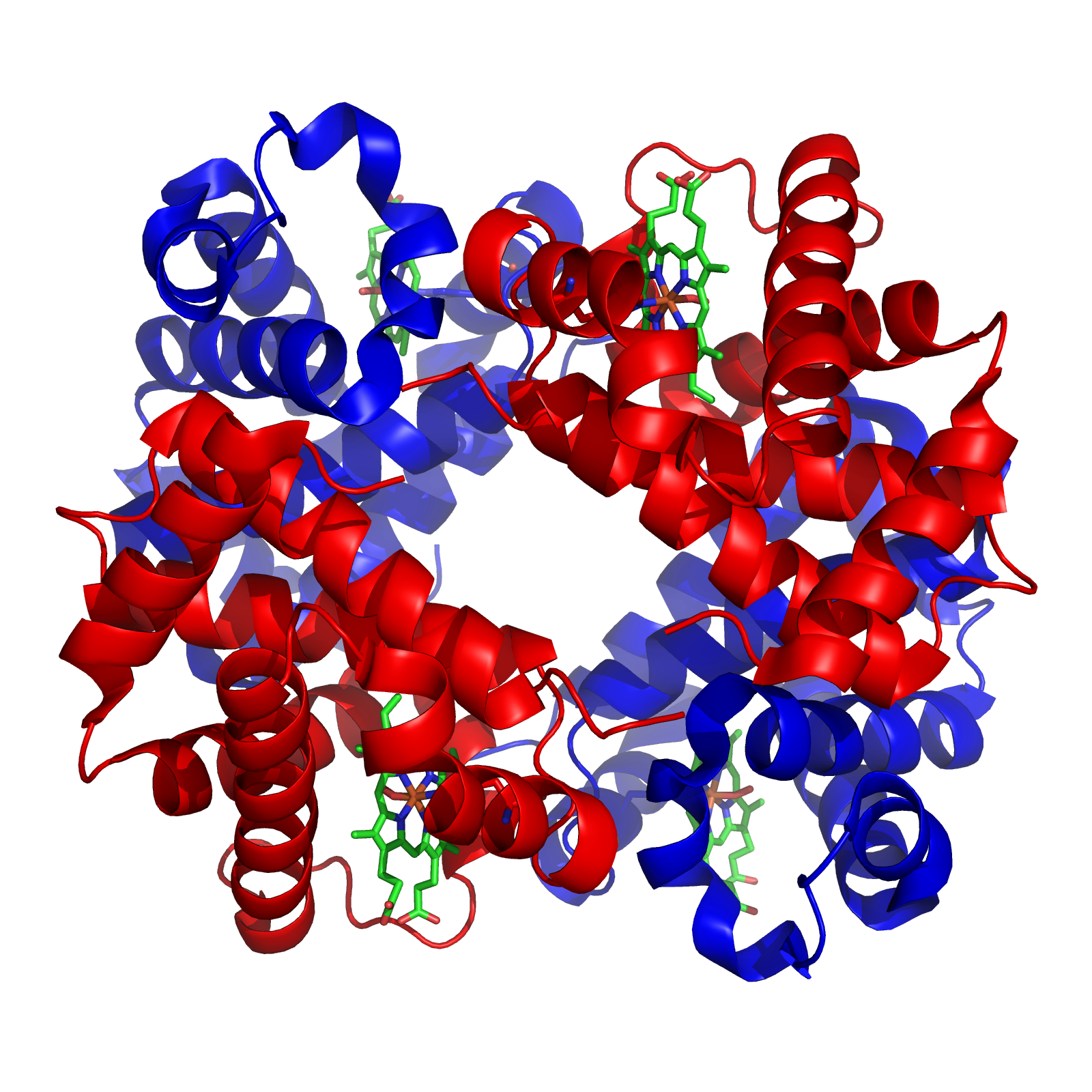
Hemoglobina, a molécula responsável pelo transporte do oxigênio dos pulmões para os órgãos.

As principais adaptações à anemia ocorrem no sistema cardiovascular (com aumento do volume sistólico e taquicardia) e na curva de dissociação de O2 da hemoglobina. Alguns pacientes com anemia grave podem não ter sinais nem sintomas, enquanto outros, com anemia leve, podem ter incapacidade intensa. A presença ou ausência de características clínicas pode ser considerada de acordo com quatro fatores principais:
1. Velocidade da instalação - A anemia rapidamente progressiva causa mais sintomas que a anemia de instalação lenta porque há menos tempo para adaptação do sistema cardiovascular e da curva de dissociação de O2 da hemoglobina.
2. Gravidade - A anemia leve dificilmente apresenta sinais e sintomas, mas estes só se apresentam quando a hemoglobina está abaixo de 10g/dl. Até mesmo anemia grave (concentração de hemoglobina menor que 6 g/dl) pode causar pouquíssimos sintomas quando a instalação é gradual em indivíduos jovens sem outra doença.
3. Idade - O idoso tolera menos a anemia do que o jovem, devido ao efeito da falta de oxigênio nos órgãos quando a compensação cardiovascular normal (aumento do débito cardíaco, causado por aumento do volume sistólico, e por taquicardia) está diminuída.
4. Curva de dissociação de O2 da hemoglobina. Em geral, a anemia é acompanhada de aumento de 2,3-DPG nos eritrócitos e de desvio para a direita da curva de dissolução de O2 da hemoglobina, de modo que o oxigênio seja liberado mais prontamente nos tecidos. Essa adaptação é particularmente marcante em algumas anemias que afetam diretamente o metabolismo do eritrócito, como na anemia da deficiência de piruvato-quinase (que causa aumento na concentração de 2,3-DPG nos eritrócitos) ou que são associados a baixa afinidade da hemoglobina.

## Diagnóstico

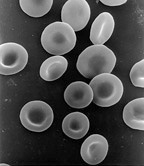
Anemia é uma das principais causas de problemas na gravidez e no desenvolvimento das crianças.

O hemograma é o principal exame a ser realizado quando há suspeita de anemia. Neste exame é possível a avaliação da série vermelha, que inclui os seguintes parâmetros:
- número total de hemácias
- hemoglobina
- hematócrito
- volume corpuscular médio (VCM)
- hemoglobina corpuscular média (HCM)
- concentração de hemoglobina corpuscular média (CHCM)
- Red Cell Distribution Width (RDW): Índice de Anisocitose

Os valores da normalidade variam de acordo com sexo e idade. Além destes parâmetros, a análise morfológica das hemácias (esfregaço de sangue periférico) é útil também para o diagnóstico etiológico.
A contagem  de reticulócitos é usada para avaliar a produção das hemácias. Expresso em percentagem, o valor normal é de até 2%. Em termos absolutos varia entre 16.000 e 70.000 reticulócitos/mm³.
Outros exames podem ser utilizados para auxiliar no diagnóstico, tais como a dosagem de ferritina e ferro séricos, eletroforese de hemoglobina, teste da G6PD, teste da resistência globular osmótica, teste de Coombs, teste de HAM,
entre outros.

## Tratamento

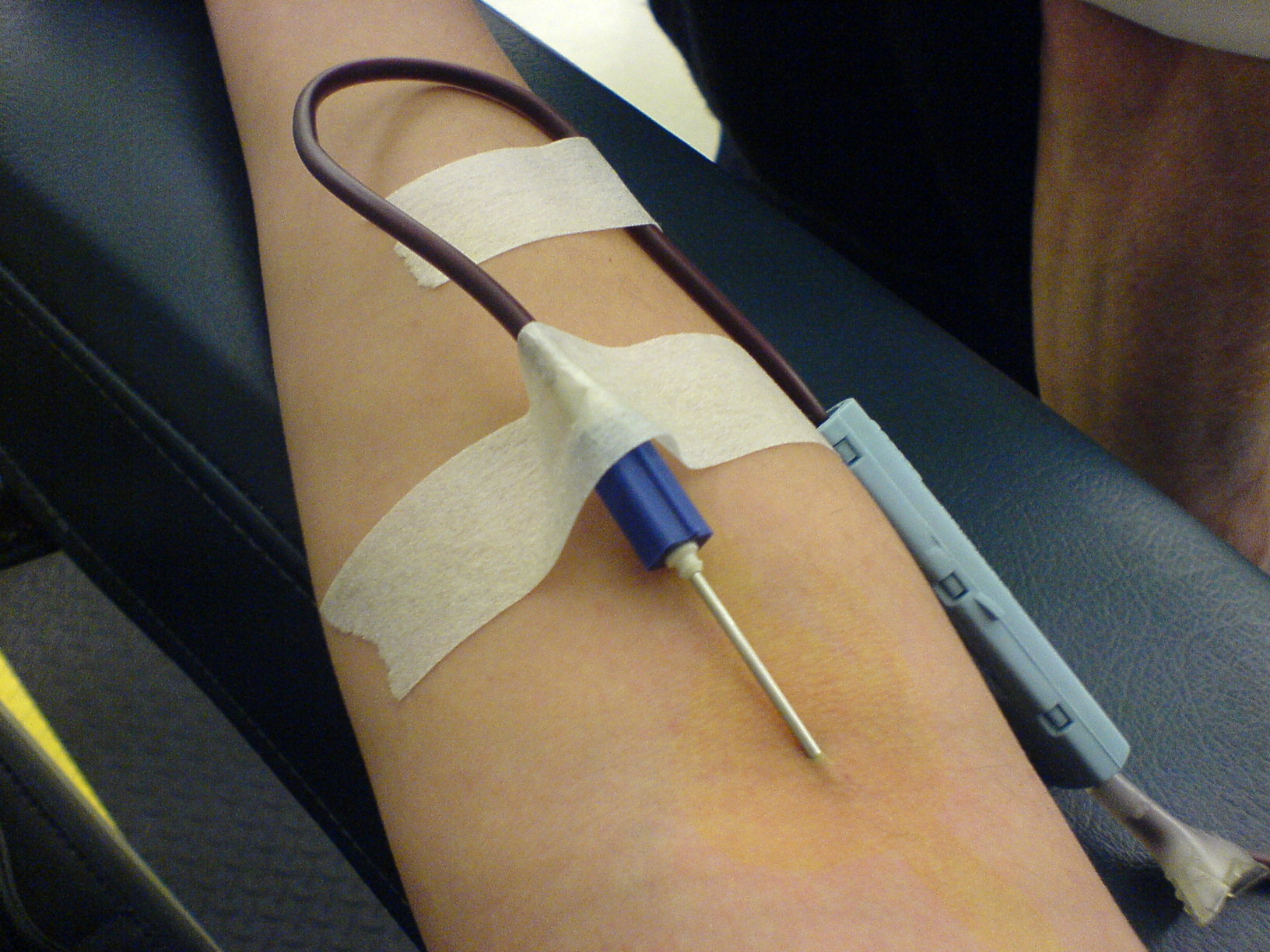
Caso os suplementos de ferro não funcionem ou a gravidade exija urgência, pode ser necessário aplicação de soro ou transfusão de sangue.

O tratamento deve ser direcionado à causa de base, ou seja, à condição que leva ao quadro anêmico. Podem ser usados suplementos de sulfato de ferro, fumarato de ferro ou gluconato ferroso em comprimido, em soro ou associado a uma transfusão de sangue dependendo da gravidade, urgência e da causa. É importante investigar as causas, pois úlceras e cânceres no estômago ou intestinos podem causar perda de sangue e levar a anemia. Faltas de outras vitaminas e sais minerais também podem resultar em falta de ferro no sangue.
Quando a causa é uma grande hemorragia que não pode ser compensada com soro pode ser necessário uma transfusão de sangue. Quando a medula não é capaz de produzir hemácias cronicamente pode ser necessário um transplante de medula óssea.
Oxigenoterapia hiperbárica e eritropoietina podem ser necessários caso a transfusão sanguínea não possa ser feita, seja por motivos médicos ou por religiosos (como no caso de Testemunhas de Jeová).

## Epidemiologia
No Brasil entre 1996 e 2007 cerca de 53% das crianças menores de 5 anos estavam com déficit de ferro (anemia ferropriva), principalmente nas menores de 2 anos. Em 1997, o Ministério da Saúde brasileiro tornou obrigatória a fortificação das farinhas de milho e trigo com ferro e ácido fólico, por serem alimentos de fácil acesso
a toda população, porém o maior consumo de alimentos pobres em nutrientes como refrigerantes e salgadinhos colaborou para o agravamento da situação. Em 2006 uma pesquisa governamental mostrou que os índices entre crianças são piores no Sudeste (21%) e Nordeste (19%). Entre mulheres de 15 a 49 anos a prevalência é de cerca de 30%, sendo mais comum nas áreas urbanas do que nas rurais.
Em Portugal a anemia também é elevada em bebês chegando a 42% dos menores de dois anos.